# Archinotis
Archinotis ist eine alte Bezeichnung in der Tiergeographie für ein Faunenreich. Es umfasst das Festland der Antarktis und die umgebende Inselwelt. Der Südwesten Südamerikas (das heißt der chilenische Teil Patagoniens) mit Feuerland, die Kerguelen und der Südwesten der Südinsel von Neuseeland bilden Übergangszonen zu den benachbarten Regionen.
Der Ausdruck geht auf den deutschen Forscher Hermann von Ihering zurück, der ihn 1907 in seinem Werk Archhelenis und Archinotis. Gesammelte Beiträge zur Geschichte der neotropischen Region vorschlug. Iherings Theorie zufolge existierten im heutigen Südamerika ursprünglich zwei getrennte Kontinente, Archamazonia im Norden und Archiplata im Süden. Archamazonia sei durch einen untergegangenen Kontinent, Archhelenis genannt, mit Afrika verbunden gewesen, Archiplata hätte mit dem von ihm Archinotis genannten ursprünglichen antarktischen Kontinent eine Einheit gebildet. Ihering wollte damit die Kontinentalverschiebungs-Theorie von Alfred Wegener, ihm zufolge pure Spekulation, und die damit verbundenen biogeographischen Theorien von Alfred Russel Wallace widerlegen. Iherings Werk beeinflusste andere Biogeographen wie etwa Carl H. Eigenmann, gilt aber heute als von der Forschung klar widerlegt. Die klar erkennbaren biotischen Beziehungen werden heute mit einem Ursprung auf dem Südkontinent Gondwana in Verbindung gebracht. Einige vor allem deutschsprachige Autoren verwendeten den Begriff Archinotis für die antarktische Region, anders als von Ihering definiert, lange Zeit weiter. Der Ausdruck ist aber veraltet und kommt mehr und mehr außer Gebrauch.
Die terrestrische (landlebende) Fauna des Kontinents Antarktika ist extrem artenarm, sie umfasst wenige bodenlebende Taxa (Nematoden, etwa 15 Arten von Springschwänzen, etwa 25 Milben) und drei Arten von Zuckmücken (Chironomidae), Belgica antarctica, Eretmoptera murphyi und Parochlus steinenii, die in dem etwa einen Prozent eisfreier Landfläche leben.
Das Florenreich auf demselben Gebiet wird Antarktis genannt.